# Stuart Mária (színmű)
A Stuart Mária Friedrich Schiller ötfelvonásos drámája, amelyet 1800. június 14-én a weimari udvari színházban mutattak be. Schillert már 1783 óta foglalkoztatta a téma, de utána hosszú ideig félretette, és csak 1799-ben kezdte el megírását. A darab első magyarországi előadása a Nemzeti Színházban volt 1846. július 1-én, Kelmenfy László fordításában.

## Szereplők
Főszereplők:
- Stuart Mária (Skócia királynője, angol fogságban)
- Erzsébet (Anglia királynője)

További szereplők:
- Robert Dudley (Leicester grófja)
- Georg Talbot (Shrewsbury grófja)
- Wilhelm Cecil (Burleigh bárója, Erzsébet főkincstárnoka és tanácsadója)
- Wilhelm Davison (angol államtitkár)
- Amias Paulet (lovag, Mária őrzője)
- Mortimer (Paulet unokaöccse, az egyetlen elképzelt személy a drámában)
- Aubespine gróf (francia követ)
- Hanna Kennedy (Mária dajkája)
- Melvil (Mária udvarmestere)

## Műfaj
A dráma műfaja középpontos (és konfliktusos) tragédia. Ez azt jelenti, hogy a drámának középponti szereplői vannak. Kettejük összeütközése adja a drámai cselekményt, a többi szereplő köréjük csoportosul és közvetíti a konfliktust. E két fél akarata és érdeke a megbomlott világrenddel kapcsolatban ellentétes. Ez adja a dráma konfliktusát.

## A dráma cselekménye
1568-ban Stuart Mária férje meggyilkolása után feleségül megy a gyilkoshoz. Mivel a nép dühös, Mária veszélyben van, Skóciából Angliába menekül. Azt reméli, hogy ott a rokon Erzsébet védelme alatt biztonságban lesz. Erzsébet azonban fenyegető veszedelmet lát Máriában, akinek joga van az angol trónra. Őrzés alatt él egy kastélyban 18 évet. A dráma cselekménye Angliában 19 évvel a menekülés után és három nappal Mária kivégzése előtt kezdődik.
Stuart Mária legendás szépsége, melyet Erzsébet is kiemel (aki még irigységét is kimutatja vetélytársnője felé), felbujtott néhány fiatal férfit, mint például Mortimert, Mária kiszabadítására. Mortimer, aki az egyik őrzője Máriának, beleszeret és ígéretet tesz neki, hogy segít kiszabadulni. Erzsébet előtt színleli, hogy meg fogja ölni Máriát, de valójában Máriát támogatja az angol trón megszerzésében. Az államcsínyben Leicester is részt vesz, aki szenvedélyesen szereti Máriát, de nyíltan sosem mer fellépni Erzsébettel szemben. Miután a pártütés kudarcba fullad, elárulja Mortimert. Leicester, aki a dilemmájában egy kibékülésben reménykedik, megszervezi Mária és Erzsébet találkozását, ami valójában nem történt meg. Az elején Mária alázatosan lép Erzsébet elé, és lemond jogosultságáról a trónra. Az angol királynőnek ez nem elég, Máriát becsületében akarja megsérteni. Szemére veti, hogy megölette a férjét. Ezután Mária nem tudja türtőztetni magát, és „fattyúkirálynőnek” nevezi nénjét. Ezzel reménytelenné válik, hogy Erzsébet megkegyelmezzen neki.
Mortimer sikertelenül próbálkozik Erzsébetet megölésével, a végén önmagát szúrja le. Az angol uralkodónő úgy érzi, trónja biztosítása érdekében Máriát meg kell öletnie. Mivel nem akarja magát rossz hírbe hozni, az írnokok vallomása alapján sem akarja aláírni Mária halálos ítéletét, de udvara akaratának megfelelően végül szentesíti azt. Az iratot Davisonnak adja, aki zöldfülű még az udvari politikában, és nem képes képviselni a királynő akaratát. Erzsébet átadja az aláírt iratot, de nem fűz hozzá parancsot, csak némán hallgat. Davison az okirattal a kezében kétségbeesetten tanakodik, hogy mitévő legyen. Végül az egyik gróf elveszi tőle az iratot, és továbbítja. Mária a kivégzésnél teljes mértékben a mártír szerepét tölti be. Még Erzsébetnek is megbocsát, sőt sikeres uralkodást kíván neki. Hithű katolikus lévén meggyónja bűneit az egyik pappá szentelt udvarnokának, és boldogan megy a vérpadra, tiszta lelkiismerettel.
Erzsébet, mit sem tudva a kivégzésről, még egy próbát tesz, hogy elkerülje a véres mártírölő szerepét, és újra kínvallatásnak veti alá Mária írnokait. Azok végül megtörnek, és vallomásukban Mária ártatlanságát igazolják. A titkos jelekkel írt levelek egy összeesküvés részleteit tartalmazták. Ezeket hozták összefüggésbe Máriával, ez alapján vádolták meg a skót királynőt árulással. Erzsébet ezek hallatán visszakéri a szentesített kivégzési tanúsítványt Davisontól, de ő megrettenve közli a királynővel, hogy nincs nála, és Máriát már délben kivégezték. Ezután Erzsébet megbünteti a vétkeseket, és mossa kezeit Mária halálának ügyében. A tragédia véget ér.

## Interpretáció
A drámával Schiller a skót királynőnek, Stuart Máriának állít emléket. A költőt megihlette az uralkodó kalandos élete és rendkívüli egyénisége. Hősnőt látott benne. Schiller korában veszélyesnek számított egy ilyen, a lázadás gondolatával átszőtt dráma megírása. Ráadásul a karakterek jelleméből adódóan az olvasó szimpátiáját egyértelműen a pártütők és Mária nyerik el, mivel erkölcsileg az uralkodó hatalom felett állnak.